# Каньон-Сити (Колорадо)
Каньон-Сити (англ. Cañon City) — город в США, административный центр (1861) округа Фримонт штата Колорадо.

## Описание
Находится в юго-центральной части Колорадо. Расположен в восточной части каньона Ройал реки Арканзас между Передовым хребтом и Вет-Маунтинс, к северу от участка Национального леса Сан-Исабель. Это место (высота 5343 фута [1629 метров]), ранее являвшееся местом стоянки индейцев племени юта и часто посещаемое другими группами, было заселено золотоискателями в 1859 году. В конце 1860-х годов поблизости была обнаружена нефть, и Каньон-Сити (от испанского cañon, «каньон») развивался как пункт снабжения для близлежащих шахт и нефтяного месторождения. В 1868 году Каньон-Сити соперничал с Денвером за право стать местом расположения столицы Колорадо. После незначительного поражения в этом состязании Каньон-Сити получил право на создание территориальной тюрьмы, ныне тюрьмы штата Колорадо, в 1871 году. После строительства железной дороги Denver and Rio Grande Western Railway  в 1874 году город стал перевалочным пунктом для сельскохозяйственной продукции, скота, полезных ископаемых, добытого мрамора и (позднее) промышленных товаров (огнеупорного кирпича, бетона, ручных инструментов, конвейеров и рудных концентратов). Значительная часть экономики современного города сосредоточена вокруг исправительных учреждений, 10 из которых расположены поблизости. Каньон-Сити также является базой для производства моделей ракет.
Археологические находки (включая многочисленные окаменелости доисторических динозавров) были обнаружены в Ойл-Крик (северо-восток) в 1878 году; древние останки находятся под охраной в заповеднике ископаемых Гарден-Парк. Поэт Хоакин Миллер когда-то был судьёй, мэром и священником в Каньон-Сити. Через каньон Ройал, перекинутое через подвесной мост на высоте 1053 футов (321 метр) над рекой Арканзас (самый высокий мост такого типа в мире), проходит канатная дорога (построена в 1931 году); железная дорога Royal Gorge Route Railroad длиной 12 миль (19 км) проходит через каньон и является популярной туристической достопримечательностью. Бакскин-Джо — реконструированный шахтёрский городок у входа в ущелье. Инкорпорирован в 1872 году. Население: (2000 г.) 15 431; (2010 г.) 16 400.